# Vader (formație)
Vader este o formație poloneză de thrash/death metal din Olsztyn, formată în 1983. 

## Discografie
Albume de studio
- The Ultimate Incantation (1992)
- De Profundis (1995)
- Black to the Blind (1997)
- Litany (2000)
- Revelations (2002)
- The Beast (2004)
- Impressions In Blood (2006)
- Necropolis (2009)
- Welcome to the Morbid Reich (2011)
- Tibi et Igni (2014)
- The Empire (2016)
- Solitude In Madness (2020)